# Giuseppe Perego
Giuseppe Perego (* 1. Juni 1915 in Arcore, Provinz Monza und Brianza; † 7. Dezember 1996 ebenda) war ein italienischer Comiczeichner.
1952 begann er, Disney-Comics zu zeichnen. Er zeichnete viele der Vor- und Rahmengeschichten der frühen Lustigen Taschenbücher, aber auch Tom und Biber für die Fix-und-Foxi-Reihe.
1982 beendete Perego seine Arbeit als Comiczeichner. Bis heute (Stand Juni 2011) sind mehr als 60 von ihm gezeichnete Geschichten (zuzüglich der Vor- und Rahmenhandlungen von etwa 60 LTBs) in Deutschland veröffentlicht worden.